# Nathan Haas
Nathan Haas (Brisbane, 12 maart 1989) is een Australisch voormalig wielrenner.
Hij werd in 2009 tweede op het nationale kampioenschap mountainbiken bij de beloften en in 2011 op zowel het Australisch kampioenschap voor beloften, als het Oceanisch kampioenschap voor beloften tweede in de wegrit. In 2011 won hij het eindklassement in de Herald Sun Tour.
In 2012 werd Haas tweede in de Ronde van Groot-Brittannië. Winnaar Jonathan Tiernan-Locke werd in juli 2014 geschrapt, als gevolg van afwijkende bloedwaarden in zijn biologisch paspoort, waarna de overwinning aan Haas werd toegekend.

## Overwinningen
2011
Eindklassement Herald Sun Tour
Japan Cup
2012
2e etappe Ronde van Utah (ploegentijdrit)
Eindklassement Ronde van Groot-Brittannië
2014
1e etappe Herald Sun Tour
Japan Cup
2016
4e etappe Ronde van Burgos
2018
2e etappe Ronde van Oman
Puntenklassement Ronde van Oman

## Resultaten in voornaamste wedstrijden
| Jaar | Ronde van Italië | Ronde van Frankrijk | Ronde van Spanje |
| ---- | ---------------- | ------------------- | ---------------- |
| 2012 |                  |                     |                  |
| 2013 | opgave           |                     |                  |
| 2014 | 104e             |                     | 143e             |
| 2015 |                  | opgave              |                  |
| 2016 |                  |                     | buiten tijd      |
| 2017 | opgave           |                     |                  |
| 2018 |                  |                     |                  |
| 2019 |                  |                     |                  |
| 2020 | 119e             |                     |                  |
| 2021 |                  |                     |                  |

| Jaar | Milaan-San Remo | Amstel Gold Race | Luik-Bast.‑Luik | Ronde van Lombardije | Brabantse Pijl | Waalse Pijl |  | WK op de weg |  | Wereldranglijsten |
| ---- | --------------- | ---------------- | --------------- | -------------------- | -------------- | ----------- |  | ------------ |  | ----------------- |
| 2012 |                 |                  |                 | opgave               |                |             |  |              |  |                   |
| 2013 |                 | 75e              | 88e             | opgave               | 96e            | 116e        |  |              |  |                   |
| 2014 | opgave          | 70e              | 103e            | opgave               | 6e             | 58e         |  |              |  | 84e (UWT)         |
| 2015 | 28e             | 48e              | opgave          |                      | 6e             | 97e         |  |              |  | 204e (UWT)        |
| 2016 | opgave          | opgave           |                 |                      | opgave         |             |  |              |  | 85e (UWT)         |
| 2017 |                 | 4e               | 62e             |                      | 67e            | 36e         |  |              |  | 50e (UWT)         |
| 2018 | 18e             | opgave           |                 |                      |                |             |  |              |  |                   |
| 2019 |                 | 37e              | 86e             |                      |                | 42e         |  | opgave       |  |                   |
| 2020 |                 |                  |                 |                      |                |             |  |              |  |                   |
| 2021 |                 |                  |                 |                      | opgave         |             |  | opgave       |  |                   |

## Ploegen
- 2010 –  Genesys Wealth Advisers
- 2011 –  Genesys Wealth Advisers
- 2012 –  Garmin-Sharp [a]
- 2013 –  Garmin Sharp
- 2014 –  Garmin Sharp
- 2015 –  Team Cannondale-Garmin
- 2016 –  Team Dimension Data
- 2017 –  Team Dimension Data
- 2018 –  Team Katjoesja Alpecin
- 2019 –  Team Katjoesja Alpecin
- 2020 –  Cofidis
- 2021 –  Cofidis

1. ↑  Tot eind juni heette de ploeg Team Garmin-Barracuda, maar na het aantrekken van Sharp als cosponsor werd de naam veranderd.

Clarke · Earle · Grenda · Grieve-Johnson · Haas · Marwood · Newell · J.Pearson · M.Pearson · Robinson · Walker
Earle · Flakemore · Giacoppo · Haas · Lovelock · Marshall · Marwood · Rigg · Sanderson · Shaw · Von Hoff · K.Walker · T.Walker
Bauer ·
Danielson · 
Dekker ·
Farrar ·
Fernández ·
Fischer ·
Haas ·
Haussler ·
Hesjedal ·
Howes ·
Hunter ·
Klier ·
M. Kreder ·
R. Kreder ·
Le Mével ·
Maaskant ·
Martin ·
Millar · 
Navardauskas ·
Peterson ·
Rasmussen (tot 31/07) ·
Rathe ·
Rosseler ·
Stetina ·
Talansky ·
Vande Velde ·
Vanmarcke ·
Vansummeren ·
Wegmann ·
Zabriskie ·
Morton (stagiair) ·
Scully (stagiair) ·
Von Hoff (stagiair) 
Bauer ·
Danielson · 
Dekker ·
Dennis ·
Fairly ·
Farrar ·
Fernández ·
Haas ·
Hesjedal ·
Howes ·
Hunter ·
Klier (tot 13/05) ·
M. Kreder ·
R. Kreder ·
Maaskant ·
Martin ·
Millar · 
Morton ·
Navardauskas ·
Nuyens ·
Rasmussen ·
Rathe ·
Rosseler ·
Stetina ·
Talansky ·
Vande Velde ·
Vansummeren ·
Von Hoff ·
Wegmann ·
Zabriskie ·
O'Shea (stagiair) 
Acevedo · van Baarle · Bauer · Brown · Cardoso · Danielson · Dekker · Dennis · Fairly · Farrar · Fernández · Gaimon · Haas · Hansen · Hesjedal · Howes · King · Kreder · Langeveld · Martin · Millar · Morton · Navardauskas · Nuyens · Slagter · Talansky · Vansummeren · Von Hoff · Wegmann · Girdlestone (stagiair) · Mannion (stagiair)
Acevedo · van Baarle · Bauer · Bettiol · Brown · Cardoso · Danielson · Dombrowski · Formolo · Haas · Hesjedal · Howes · T.King · B.King · Koren · Langeveld · Marangoni · Martin · Mohorič · Moser · Navardauskas · Norman Hansen · Skjerping · Slagter · Talansky · Villella · Zepuntke · Bovenhuis (stagiair) · Mullen (stagiair)
Antón · Berhane · Boasson Hagen · Bos · Brammeier · Cavendish · Cummings · Debesay · Dougall · Eisel · Farrar · Fraile · Haas · J.Janse van Rensburg · R.Janse van Rensburg · Jim · Kudus · Meyer · Niyonshuti · Pauwels · Reguigui · Renshaw · Sbaragli · Siwtsow · Teklehaimanot · Thomson · Venter · van Zyl · Eyob (stagiair) · Gebreigzabhier (stagiair) · Gibbons (stagiair)
Antón · Berhane · Boasson Hagen · Cavendish · Cummings · Debesay · Dougall · Eisel · Farrar · Fraile · Gibbons · Haas · J. Janse van Rensburg · R. Janse van Rensburg · King · Kudus · Morton · Niyonshuti · O'Connor · Pauwels · Reguigui · Renshaw · Sbaragli · Teklehaimanot · Thomson · Thwaites · Venter · van Zyl · Dlamini (stagiair) · Eyob (stagiair) · Gebreigzabhier (stagiair)
Belkov · Biermans · Boswell · Cras · Dowsett · Fabbro · Gonçalves · Haas · Haller · Hollenstein · Kittel · Kišerlovski · Koeznetsov · Kotsjetkov · Lammertink · Machado · Martin · Mathis · Planckaert · Politt · Restrepo · Smit · Špilak · Würtz Schmidt · Zabel · Zakarin
Battaglin · Biermans · Boswell · Cras · Debusschere · Dowsett · Fabbro · Gonçalves · Guerreiro · Haas · Haller · Hollenstein · Kittel · Koeznetsov · Kotsjetkov · Navarro · Politt · Smit · Špilak · Strachov · Tanfield · Würtz Schmidt · Zabel · Zakarin
Allegaert · Barceló · Berhane · Claeys · Consonni · Edet · Finé · Haas · Hansen · Jesús Herrada · José Herrada · Lafay · Laporte · Le Turnier · Lemoine · Martin · Maté · Mathis · Morin · Perez · Périchon · Rossetto · Sabatini · Touzé · Vanbilsen · Vermote · A. Viviani · E. Viviani  · Prodhomme (stagiair) · Zanoncello (stagiair)
Allegaert · Barceló · Berhane · Bohli · Carvalho · Champion · Consonni · Drucker · Edet · Fernández · Finé · Geschke · Haas · Jesús Herrada · José Herrada · Lafay · Laporte · Martin · Morin · Perez · Périchon · Rochas · Sabatini · Sajnok · Vanbilsen · A. Viviani · E. Viviani · Wallays · Toumire (stagiair) · Zingle (stagiair) · Lebreton (stagiair)